# Félix Armand Marie Jobbé-Duval
Pour les articles homonymes, voir Jobbé-Duval.
Ne doit pas être confondu avec Félix Pol Jobbé-Duval.
Félix-Amand-Marie Jobbé Duval, né le 17 juillet 1821 à Carhaix et mort le 2 avril 1889 à Paris, est un peintre et homme politique français.
Républicain, il participe à la Révolution de 1848 et à la Commune de Paris. Sous la Troisième République, il est élu du conseil municipal de Paris et rejoint la Franc-maçonnerie à la loge des "Zélés philanthropes".

## Biographie
Félix Jobbé-Duval commence ses études à la pension Bourriment, à Landerneau, où son père, géomètre au cadastre du Finistère en mission à Carhaix, lors de sa naissance, est affecté, et les achève au collège de La Tour d'Auvergne à Quimper. Ses talents pour le dessin lui valent une bourse attribuée par le conseil général qui lui permet de mener des études artistiques à Paris.
En 1840, il entre à l'École des beaux-arts de Paris dans l'atelier de Paul Delaroche, puis dans celui de Charles Gleyre en 1843.
Jobbé-Duval est admis à concourir cinq fois, sans succès, au prix de Rome. Son style privilégie l'expression des sentiments par un geste accentué, d'où une ampleur qui s'exprime avec aisance dans des œuvres monumentales.

### L'artiste
Jobbé-Duval débute au Salon des artistes français, en 1841, par le portrait de M. Kgroen, et exposera presque chaque année de 1841 à 1886. En 1851, il obtient une médaille de 3e classe avec le tableau : le Jeune Malade ; un rappel, en 1857, avec le Calvaire, le Rêve, effet de brume, et les Juifs chassés d’Espagne en 1492 sont en partie sur les môles de Gênes.
Il peint de paysages bretons, et exécute des décors monumentaux pour l'ancien Parlement de Bretagne à Rennes. À Paris, on lui commande les décorations des églises : église Saint-Gervais-et-Saint-Protais, église de la Sainte-Trinité, église Saint-Séverin, église Saint-Sulpice, et pour l'hôtel de ville de Lyon.
Un de ses plus importants tableaux : Toilette d’une fiancée, a été acquis par l’État, et plusieurs de ses portraits ont été reproduits en tapisserie par la manufacture des Gobelins. Il était également directeur de l’École municipale de dessin du 3e arrondissement.

### Carrière politique

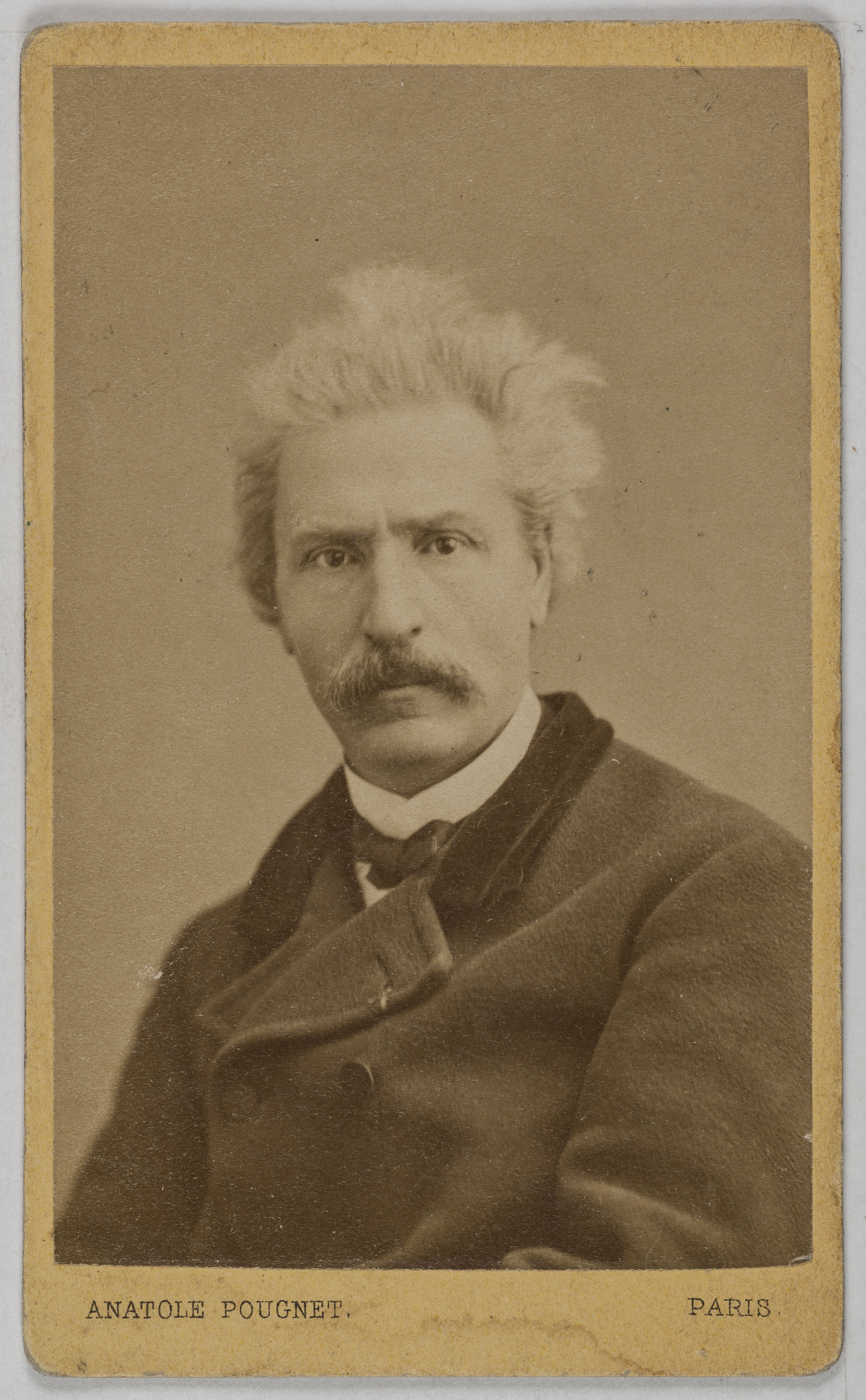
Felix Jobbe-Duval vers 1870 photographié par Bacard.

De son vivant, sa renommée d'homme politique fut supérieure à sa renommée artistique. Homme de gauche, laïque et franc-maçon, il est influencé par les théories de Charles Fourier. Il participe activement aux journées révolutionnaires de 1848.
En 1870, le gouvernement de la Défense nationale le nomme adjoint au maire du 15e arrondissement de Paris, où il réorganise la Garde nationale d'un quartier ouvrier. Le 31 octobre, à la suite d'une altercation, les gardes nationaux ont désarmé un capitaine de la garde mobile et celle-ci s'apprête à ouvrir le feu. Avec le 178e bataillon de gardes nationaux, Jobbé-Duval entre dans l'hôtel de ville de Paris afin d'éviter une confrontation sanglante.
Pendant la Commune de Paris, il ne participe pas aux batailles qui ont lieu de l'autre côté de la Seine et, lors des élections municipales, il est élu premier adjoint au maire du 15e arrondissement avec plus de 7 000 voix d'avance. Il est aussi président du Conseil des familles pour la garde nationale de marche, et bientôt, pendant toute la durée de la Commune, il ne cessera d'être un membre actif de la Ligue des droits de Paris. Condamné, puis amnistié pour son implication dans la Commune, il siège ensuite au conseil municipal de Paris, après avoir été élu le 30 juillet 1871 dans le quartier Necker du 15e arrondissement. Il y fut réélu jusqu'à sa mort.
En 1877, à l'écoute de ses administrés, il fait subventionner l'établissement des jeunes incurables tenu par le frères de saint Jean de Dieu et créer un établissement laïc similaire ainsi qu'un réseau d'orphelinats municipaux. En 1883, il est désigné pour représenter la Ville à l’Exposition de Boston.
Candidat aux législatives de 1876 pour la Chambre des députés, il n’obtint que 998 voix sur 11 266 votants.
Il est nommé chevalier de la Légion d'honneur en 1861,.

### Dernières années

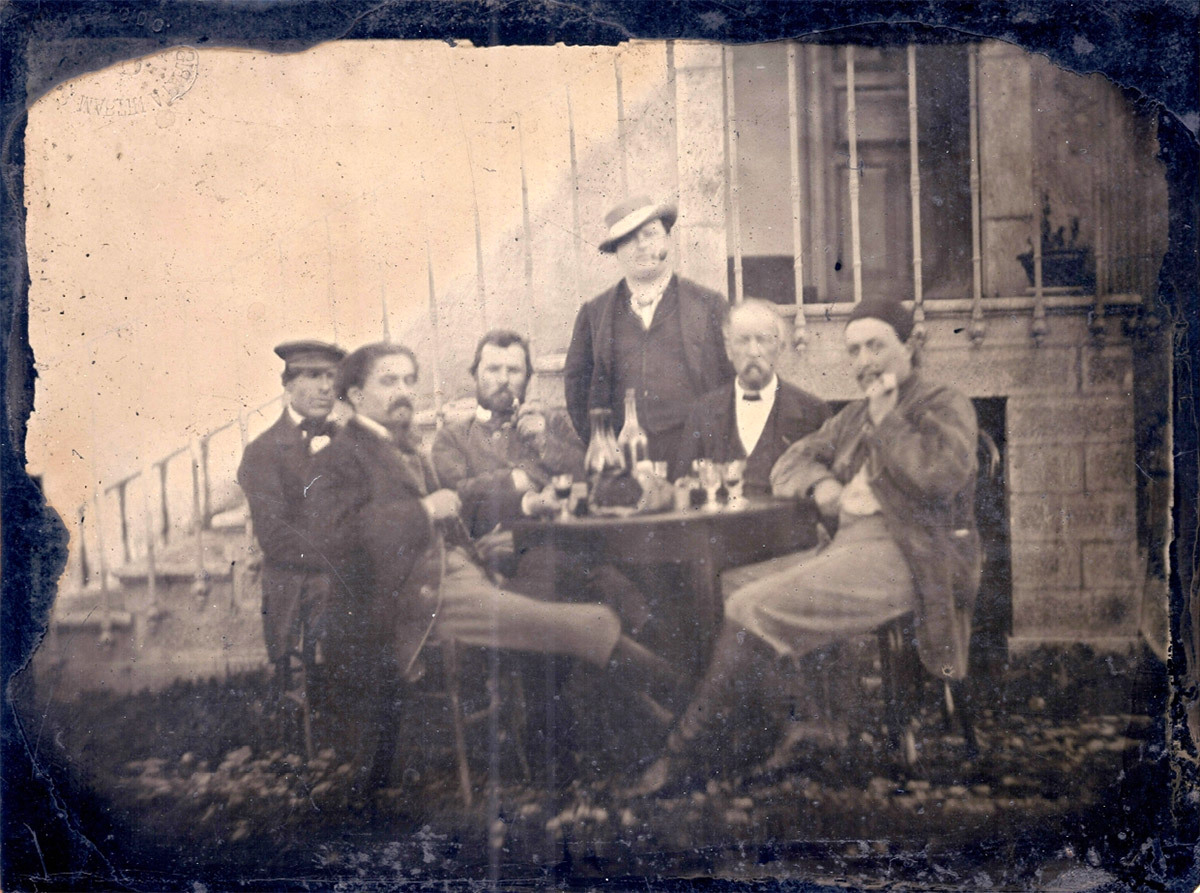
Portrait présumé de Van Gogh avec Gauguin, Émile Bernard, Félix Jobbé-Duval et André Antoine (vers 1887), photographie anonyme.

Jobbé-Duval a fait don à la Ville d'un tableau figurant les membres du bureau du conseil municipal de Paris prenant possession des locaux de l'hôtel de ville reconstruit en 1883. Le peintre y a peint son autoportrait.
Une photographie anonyme, découverte en 2015, le montre chez André Antoine, rue Blanche, vers décembre 1887, assis aux côtés des peintres Arnold Koning, Émile Bernard, Vincent van Gogh (?), et Paul Gauguin : c'est à ce dernier qu'il conseilla un an plus tôt d'aller peindre à Pont-Aven.
En 1844, il réside 10, rue du Dragon à Paris, et à la fin de sa vie, au 12, rue Sainte-Élisabeth à Paris, où il a succombé à une hémorragie cérébrale. Il repose au cimetière du Montparnasse, dans la 17e division.
Une rue du 15e arrondissement de Paris porte son nom.

### Famille
Son père, Thomas-Félix, avait épousé Charlotte Le Tournoulx de Villegeorge, Rennaise comme lui, le 28 novembre 1811. Félix Amand Marie est leur quatrième enfant. Le 13 juin 1850, il épouse Marie Louise Sophie Jacquemart à Paris.
Les Jobbé-Duval constituent une famille d'artistes sur cinq générations, comprenant son fils Jacques Auguste (Paris 1854 - 1942 Angles-sur-L'Anglin)) et sa petite-fille Andrée. Son cousin germain, le décorateur Auguste Louis Jobbé-Duval a eu trois fils : Frédéric Jobbé-Duval (1846-1929), architecte (père de l'illustrateur Félix Pol Jobbé-Duval) ; Auguste Jobbé-Duval (1847-1932), décorateur ; et Gaston Jobbé-Duval (1856-1929), artiste peintre, père de Gaston Jobbé-Duval (fils), également peintre.

## Œuvres dans les collections publiques
- Bordeaux, palais de justice.
- Chartres, musée des Beaux-Arts :

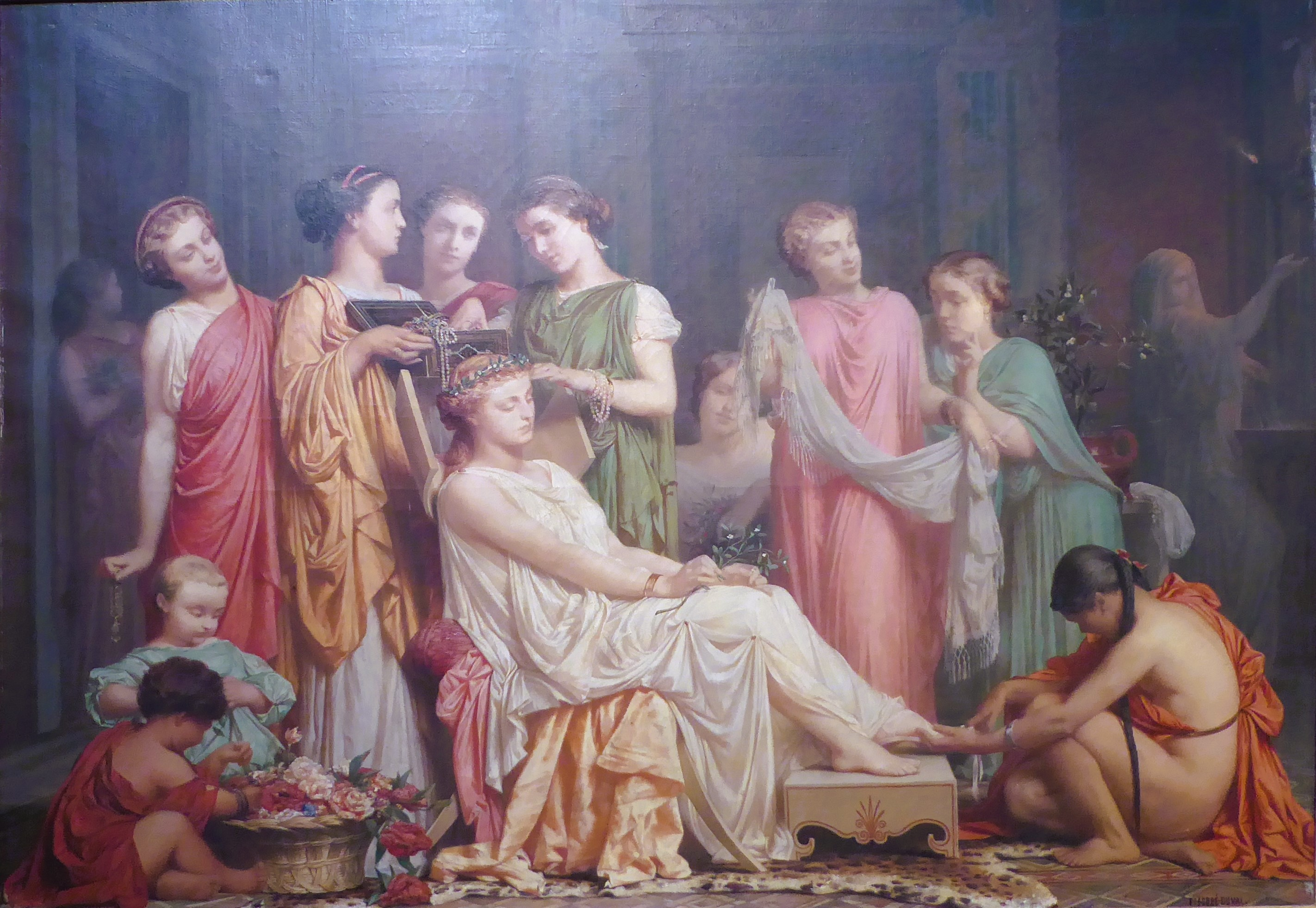
La Toilette de la fiancée, musée d'Art et d'Histoire de Dreux.

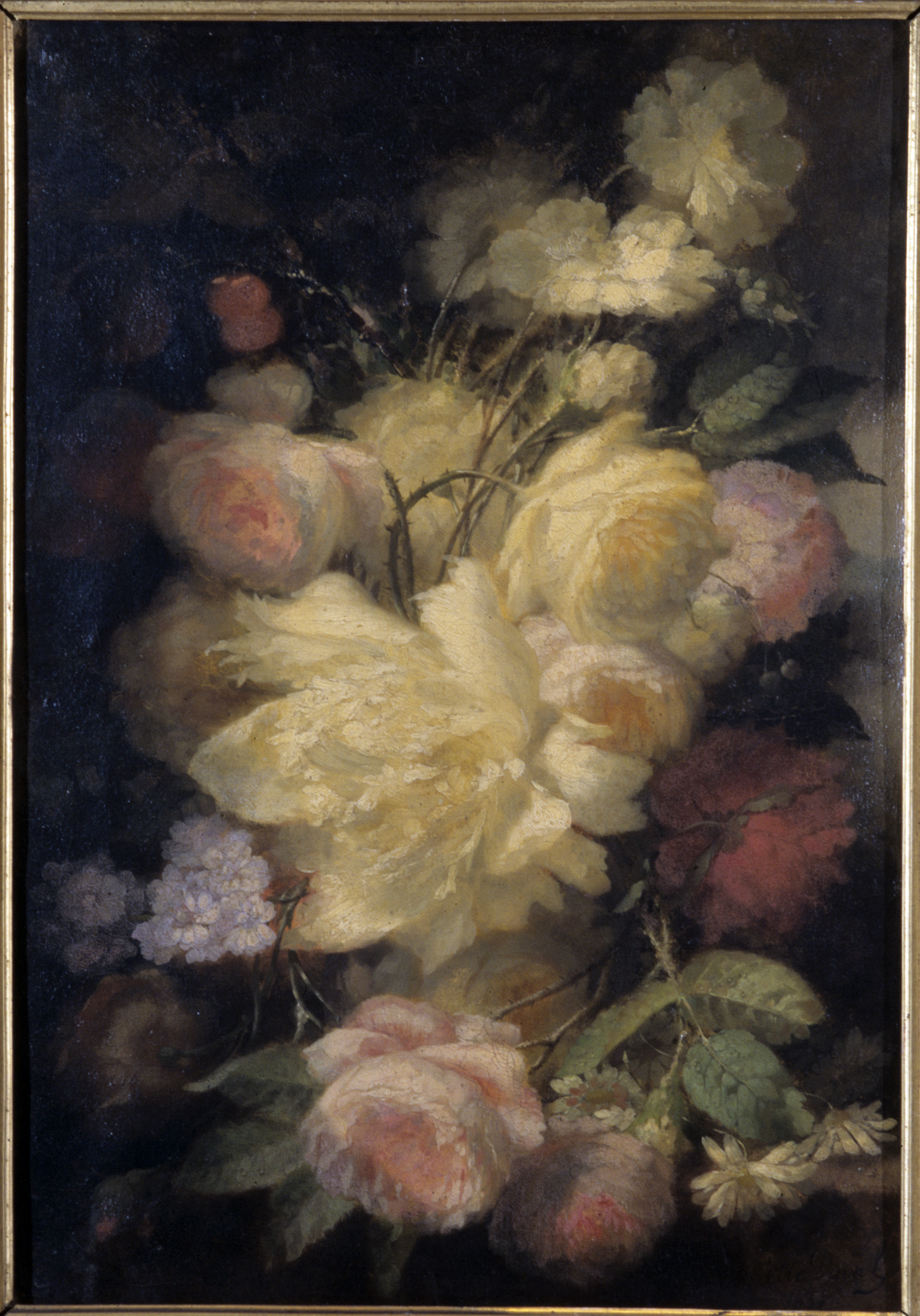
Fleurs, musée des Beaux-Arts de Reims. Auguste Louis Jobbé duval

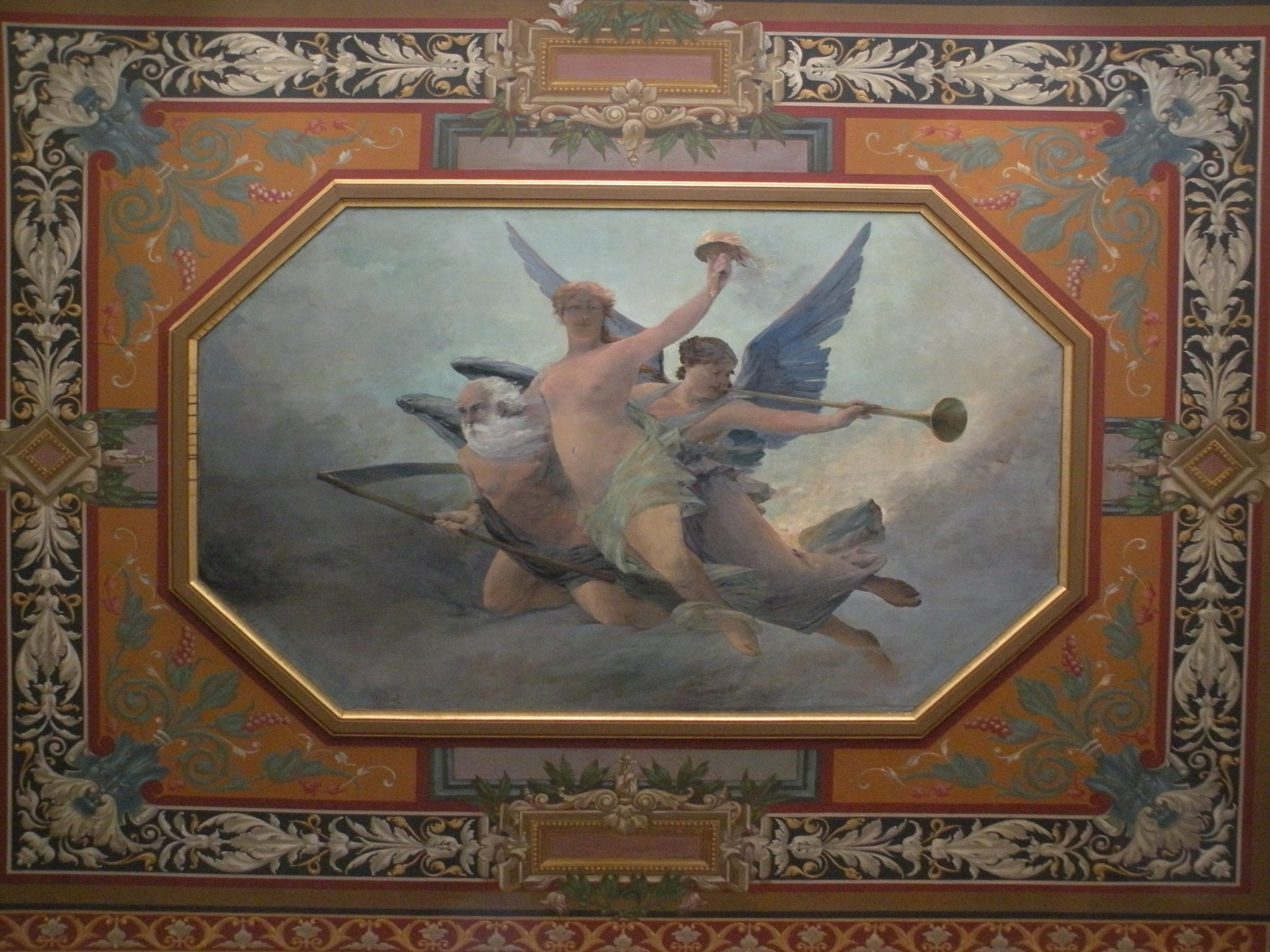
Plafond de l'escalier de l'hôtel de Courcy, Rennes. "La Vérité triomphant sur le temps", Gaston Jobbé Duval, 1887

  - La Conscience soutient le Devoir, toile, 248 × 155 cm, exposé en 1865, don de l’État à la même date ; « La Conscience est représentée par une femme debout, en robe blanche, soutenant une femme en robe rouge tenant un enfant nu dans ses bras et défaillante, sur un rocher, avec un fond de ciel bleu. »[5].
- Dreux, Musée d'Art et d'Histoire de Dreux :
  - La Toilette de la fiancée, huile sur toile, dépôt du FNAC (inv. D952.014.001).
- Grenoble, musée de Grenoble :
  - Portrait d'Antoine Jacquet, dit de Grenoble.
- Landerneau, église Saint-Houardon.
- Laval, musée du Vieux-Château.
- Le Mans, musée de Tessé.
- Lodève, église Saint-Pierre-aux-Liens :
  - La Vie de saint Pierre, cycle de sept tableaux.
- Lyon :
  - Grande salle des fêtes de l’hôtel de ville.
  - musée des Beaux-Arts.

* Montfaucon.[précision nécessaire]
- Montfort-sur-Meu :
  - Église Saint-Louis-Marie-Grignion-de-Montfort, peintures réalisées sur la voûte du chœur, vestiges d'un décor plus important. Ce qui en reste représente  les Vertus théologales et dans la travée droite Dieu le Père adoré par des anges musiciens[c].
- Paris :
  - Archives nationales de France :
    - L'Histoire enseignée par les Archives dissipe la Nuit qui recouvrait le Temps, tandis que la Vérité confond le mensonge et l'erreur, 1877-1882, plafond, huile sur toile marouflée.

  - École normale supérieure, chapelle.
  - Église Notre-Dame-de-la-Gare.
  - Église Saint-Gervais-Saint-Protais :
    - L'Ange réveillant les morts et La Bonne mort[12].

  - Église Saint-Louis-en-l'Île.
  - Église Saint-Séverin, chapelle Saint-Charles-Borromée :
    - Les Trois Vertus théologales, 1851-1854, peinture murale à la cire et huile sur enduit de plâtre[13].

  - Église Saint-Sulpice :
    - Saint Denis et ses compagnons refusant de sacrifier aux idoles, 1851-1854, peinture murale à la cire[13].

  - Église de la Sainte-Trinité : décor entourant l'orgue.
  - Hôtel de Soubise :
    - La France arrachant ses archives à la Nuit des temps.

  - Palais du Louvre, galerie d'Apollon : portraits d'architectes du XVIe siècle.
  - Petit Palais :
    - Le Bureau du conseil municipal ;
    - Esquisse pour le décor entourant l'orgue de l'église de la Trinité, huile sur toile, 92,5 × 77 cm.

  - Théâtre de la Gaîté : La Musique et la Peinture, 175 × 413 cm[14].
  - Tribunal de commerce.
- Rennes :
  - Parlement de Bretagne :
    - La Force ; La Connaissance ; Le Triomphe de la Vérité ; L'Éloquence ; La Prudence, huiles sur toile[13].

  - Musée des Beaux-Arts :
    - La Fiancée de Corinthe[15] ;
    - fonds de plus de 250 dessins, acquis en 2017.

  - [16]
- Rochefort, Corderie royale :
  - Portait du lieutenant de vaisseau Joseph René Bellot perdu dans les mers polaires à la recherche de Franklin.
- Thizy.[précision nécessaire]
- Quatre peintures religieuses pour la chapelle du monastère de la Visitation, à Troyes[1].
- Valençay, église Saint-Martin :
  - Saint Ferdinand, huile sur toile, 136 × 102 cm.

Allégories d'Armand Félix Marie Jobbé-Duval au parlement de Bretagne à Rennes
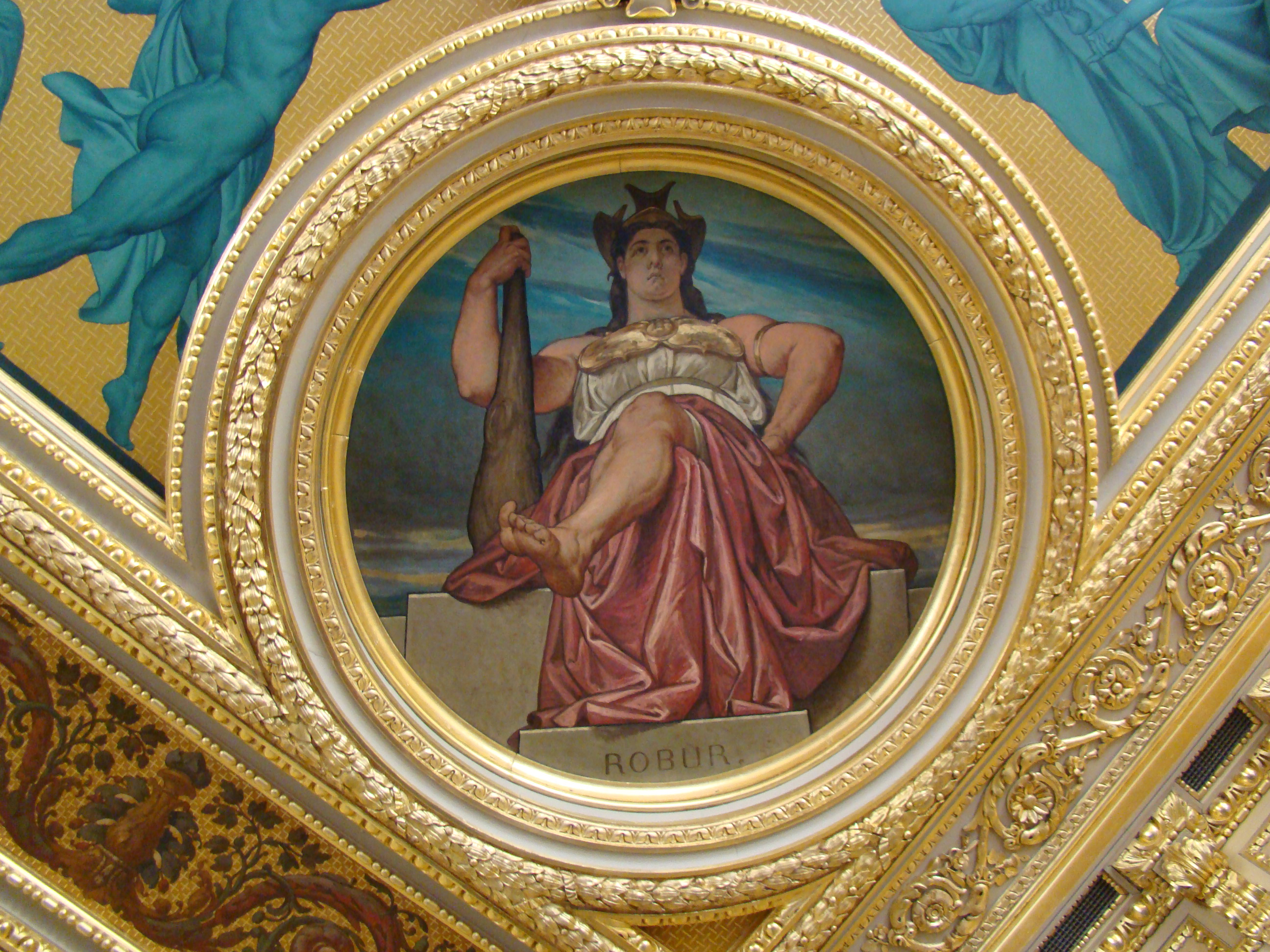
La Force.
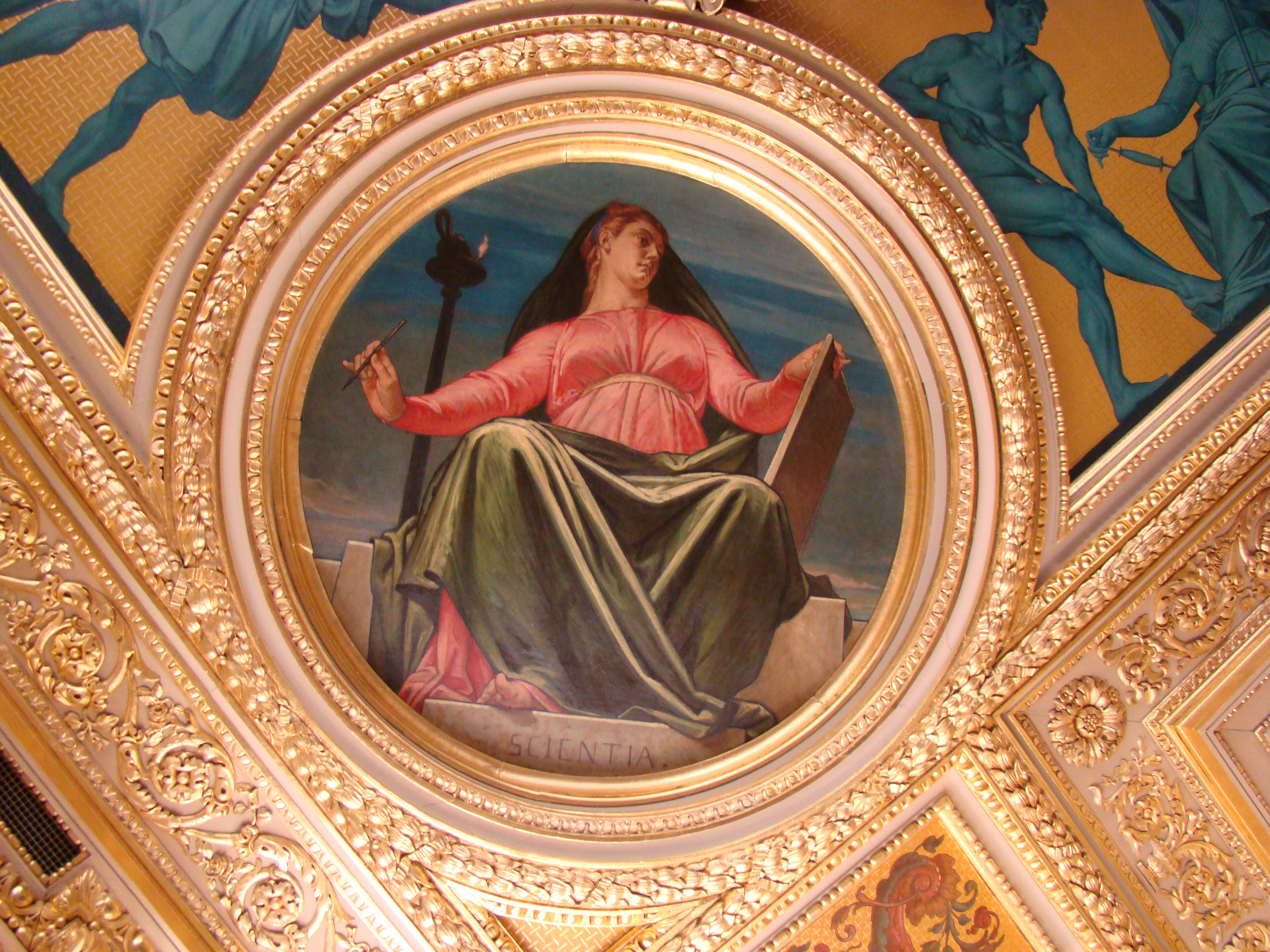
La Connaissance.
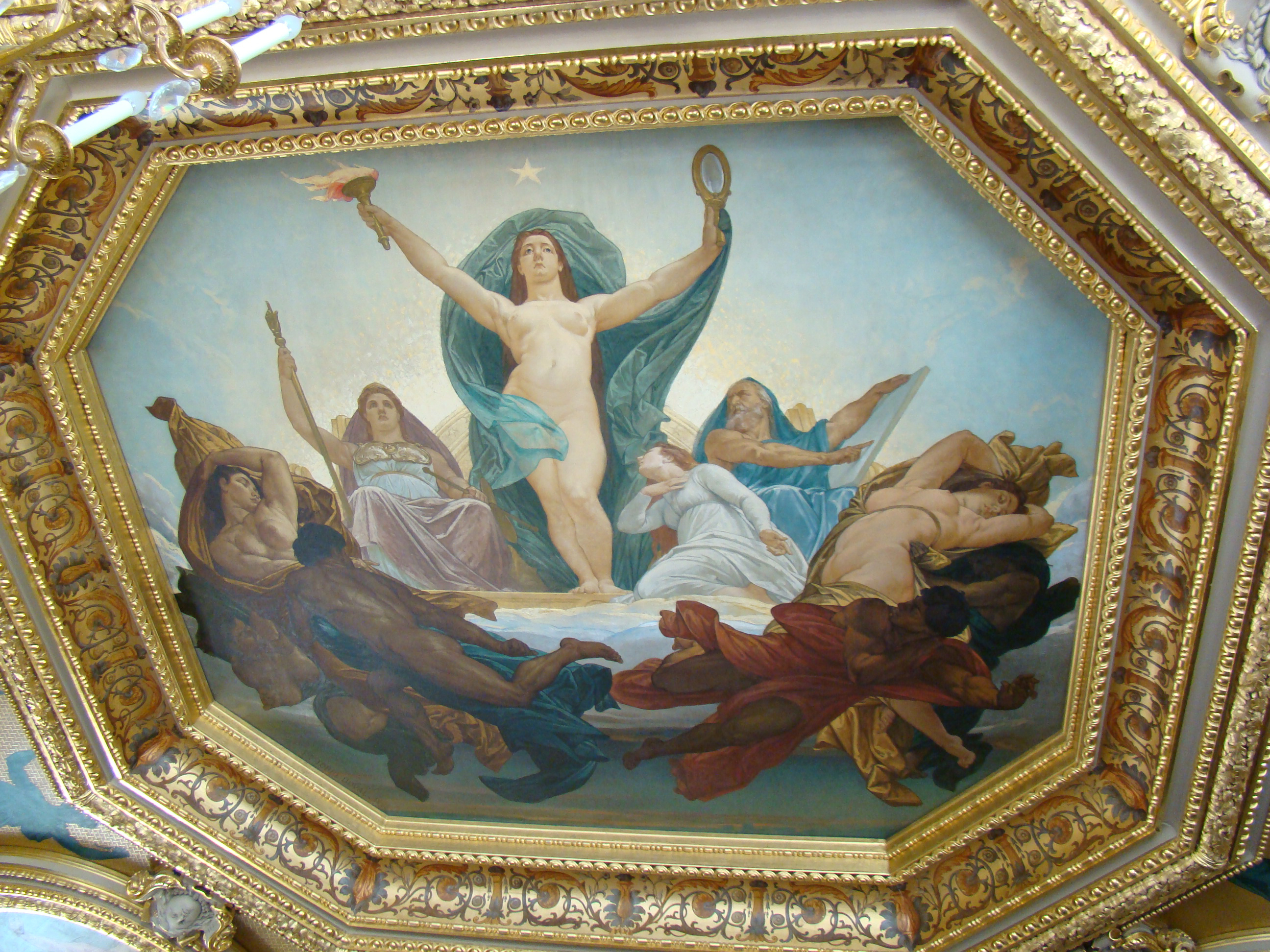
Le Triomphe de la Vérité.
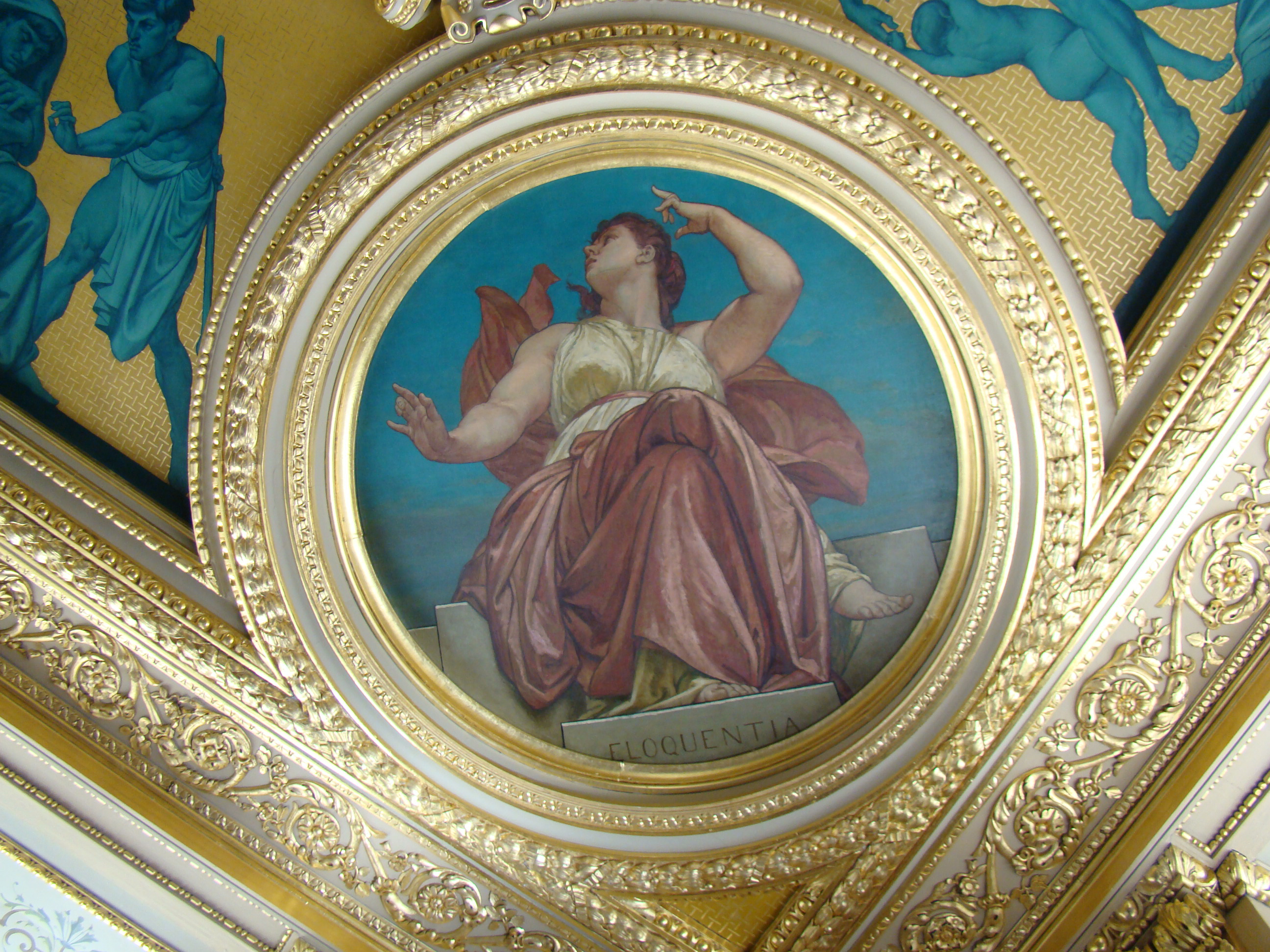
L'Éloquence.
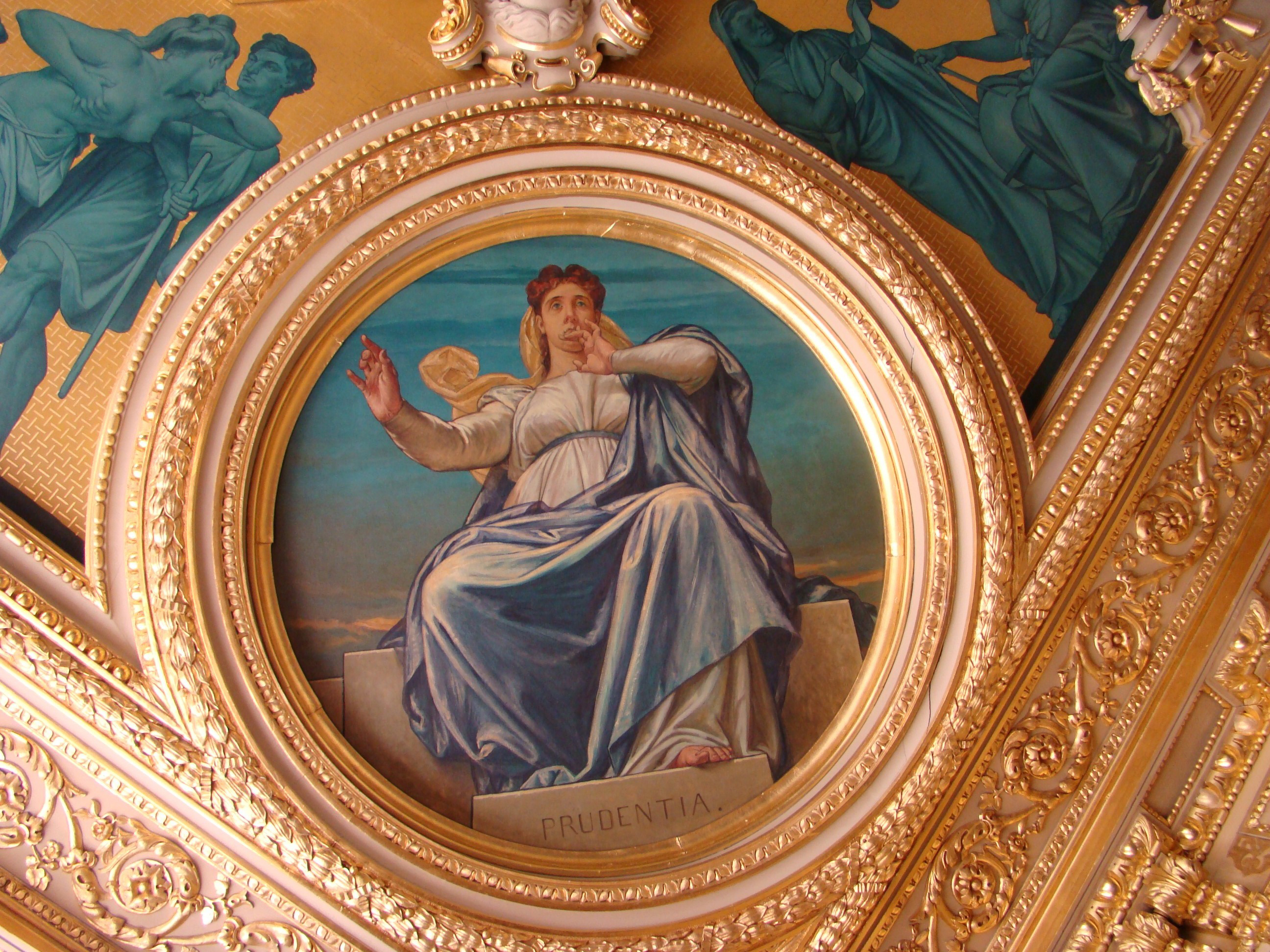
La Prudence.

## Salons
Jobbé-Duval expose au Salon de Paris, puis au Salon des artistes français à partir de 1841 :
- 1844 : La Chute d'un ange, nº 975 ; Portrait de M. Ch. G…, nº 974[17] ;
- 1851 : médaille de 3e classe[5] ;
- 1853 : Portrait de Thomas-Félix Jobbé-Duval, père de l'artiste ;
- 1855 : Portait du lieutenant de vaisseau Joseph René Bellot perdu dans les mers polaires à la recherche de Franklin[18] ;
- 1857 : médaillé[5].